# 雷恩莱班
雷恩莱班（法語：Rennes-les-Bains，法語發音：[ʁɛn le bɛ̃] ⓘ）是法国奥德省的一个市镇，属于利穆区。

## 地理
雷恩莱班（42°55'8"N, 2°19'8"E）面积18.77 平方千米，位于法国奧克西塔尼大區奥德省，该省份为法国南部沿海省份，北起塔恩省，西北接上加龙省，西接阿列日省，南至东比利牛斯省，东临地中海，东北与埃罗省接壤。
与雷恩莱班接壤的市镇（或旧市镇、城区）包括：阿尔克、卡赛涅、库伊扎、库斯托萨、佩罗勒、雷恩堡、塞尔、苏格赖涅。

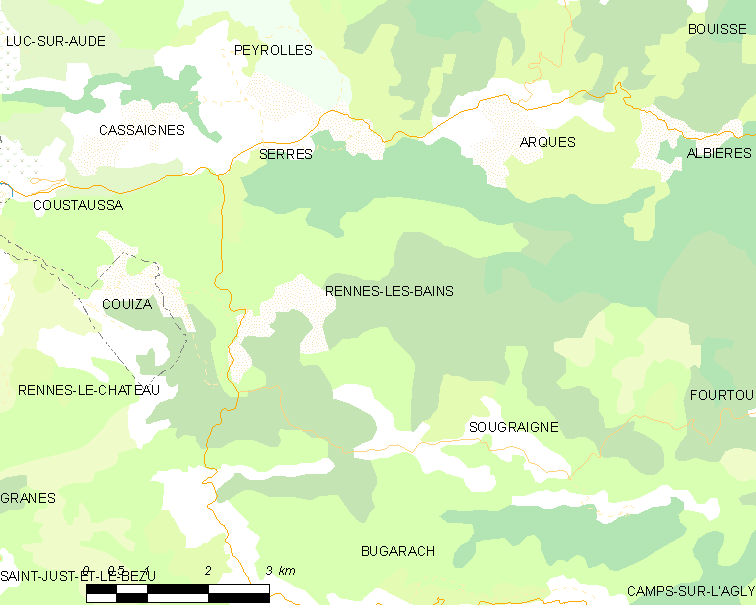
雷恩莱班的OSM定位图

雷恩莱班的时区为UTC+01:00、UTC+02:00（夏令时）。

## 行政
雷恩莱班的邮政编码为11190，INSEE市镇编码为11310。

## 政治
雷恩莱班所属的省级选区为上奥德河谷县。

## 人口

1962-2008年间雷恩莱班人口变化图示

雷恩莱班于2022年1月1日时的人口数量为224人。